# EXPAL BRFF 500
EXPAL BRFF 500 – hiszpańska bomba odłamkowa wagomiaru 500 kg wyposażona w spadochron hamujący. Bomba ma kutą głowicę i tłoczony korpus. Rolę odłamków pełnią stalowe kulki otaczających ładunek materiału wybuchowego.